# Otto von Dellemann
Otto von Dellemann (* 6. Juni 1953) ist ein deutschsprachiger italienischer Politiker aus Südtirol.

## Biographie
Von Dellemann wuchs in St. Michael in Eppan auf und besuchte die Lehrerbildungsanstalt (LBA) in Meran. Nach der Matura 1972 arbeitete er bis 1985 als Mittelschullehrer in Mölten und Terlan. Anschließend leitete er bis zu seiner Pensionierung im Jahr 2016 als Zentralsekretär das Kolpingwerk Südtirol.
Erstmals ein politisches Amt übernahm von Dellemann 1980, als er in den Gemeinderat von Andrian gewählt und sogleich Vize-Bürgermeister wurde. Von 1985 bis 2010 war er Bürgermeister der Gemeinde. 2000 übernahm von Dellemann den Vorsitz der Seniorenbewegung der Südtiroler Volkspartei. Bei den Wahlen 2008 verpasste er zwar zunächst einen Einzug in den Südtiroler Landtag und damit gleichzeitig den Regionalrat Trentino-Südtirol, konnte allerdings nach dem Rücktritt Michl Laimers am 6. November 2012 nachrücken. Bei den Landtagswahlen 2013 stellte sich von Dellemann erneut zur Wahl, platzierte sich mit 6.833 Vorzugsstimmen aber nur auf Rang 18 auf der Liste der SVP, die 17 Mandate erringen konnte. Nach der Wahl von Dieter Steger ins italienische Parlament konnte er jedoch am 10. April 2018 ein zweites Mal in den Landtag nachrücken. Bei den wenige Monate später folgenden Landtagswahlen 2018 trat er nicht mehr an und schied in der Folge aus der aktiven Politik aus.